# Der var engang (film 1907)
Der var engang è un cortometraggio muto del 1907 diretto da Viggo Larsen e da Gustav Lund

## Produzione
Il film fu prodotto dalla Nordisk Film Kompagni.

## Distribuzione
Il film fu proiettato in sala per la prima volta al Kinografen il 25 settembre 1907. In Germania è conosciuto con il titolo König Drosselbart.